# Shuqra
Shuqra (in arabo شُقرة‎?), è una città costiera dello Yemen. È stata capitale del Sultanato di Fadhli.